# Le Marigot
Le Marigot is een gemeente in Martinique en telde 3.117 inwoners in 2019. De oppervlakte bedraagt 21,63 km². Het ligt ongeveer 25 km ten noorden van de hoofdstad Fort-de-France.

## Geschiedenis
De naam Marigot duidt op een laag moerasachtig gebied. In 1889 werd de gemeente opgericht, en in hetzelfde jaar werd een aanlegsteiger aangelegd met een spoorlijn naar de Lorrain-fabriek en heeft tot 1955 gefunctioneerd. In 1926 werd door de gemeenteraad besloten de naam te wijzigen in Fonds-d'Or, maar in 1929 werd de beslissing ongedaan gemaakt.
De economie is gebaseerd op bananen, limoenen, en guaves. Het landschap wordt gedomineerd door de 694 meter hoge berg Bellevue en de 527 meter hoge berg Palmiste.

## Galerij

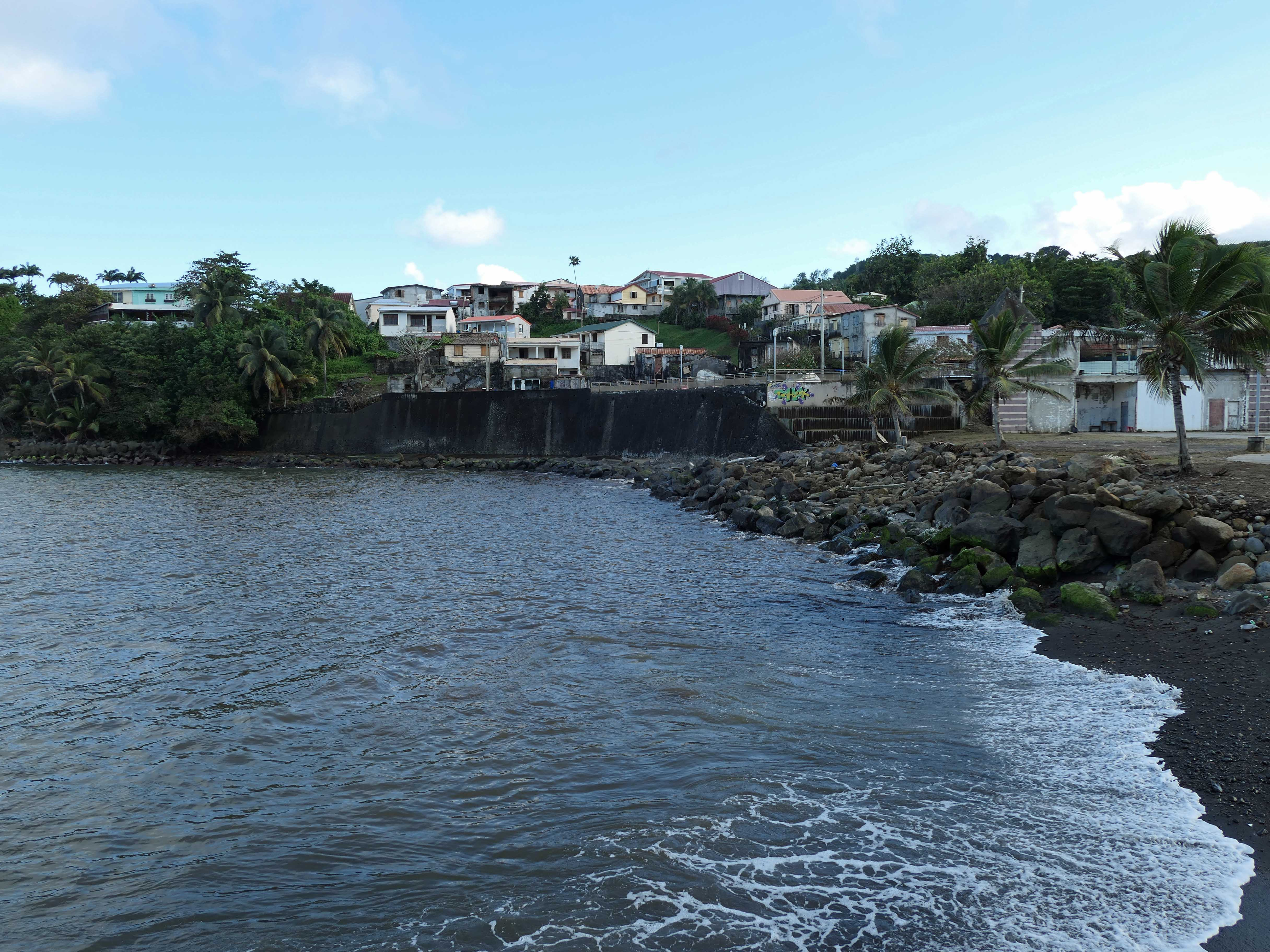
Le Marigot gezien vanaf zee
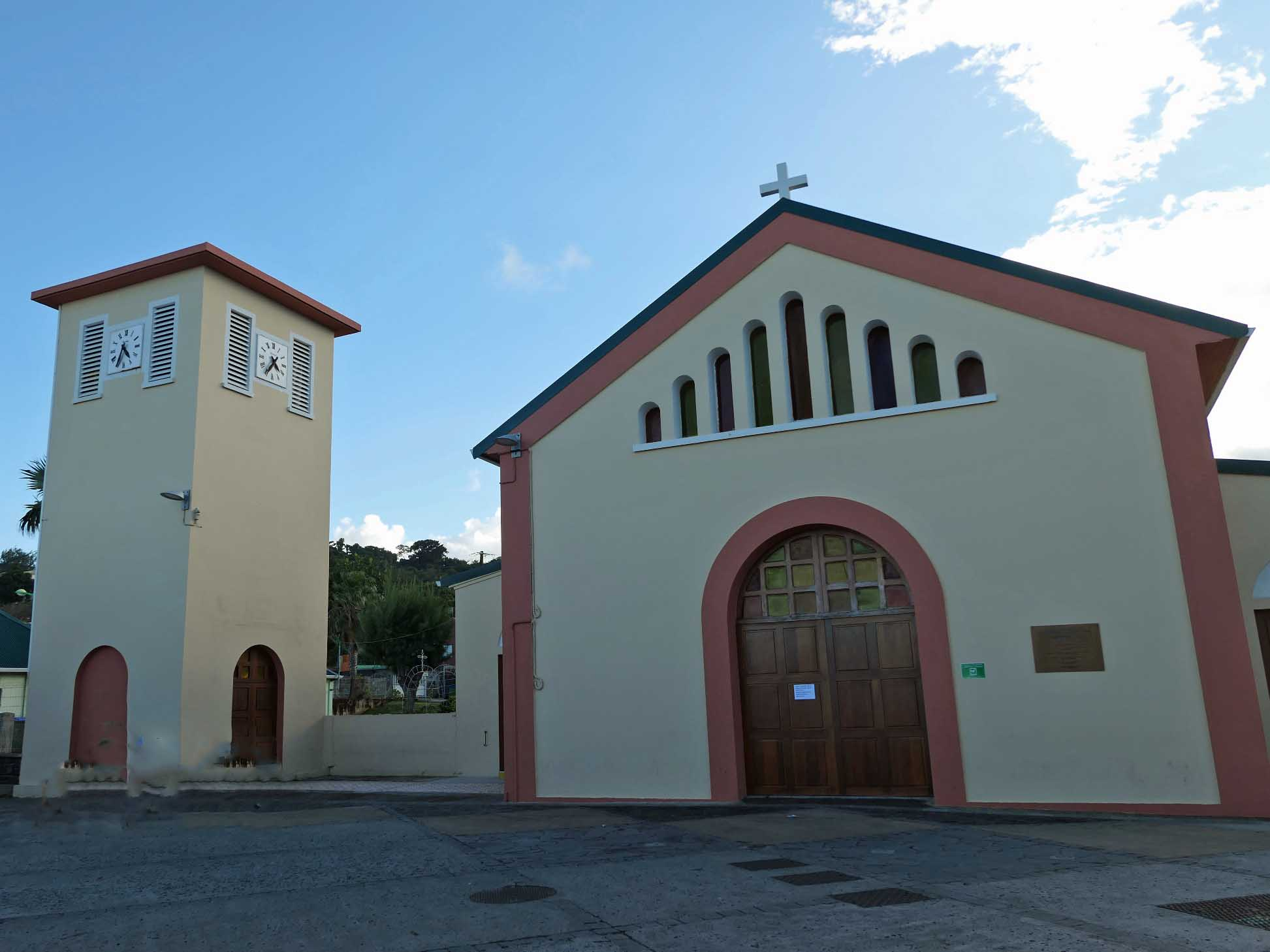
Kerk van Le Marigot

- MusicBrainz: 22e62ccb-a934-4218-9f2a-108b38b0af4b

L'Ajoupa-Bouillon · Les Anses-d'Arlet · 
Basse-Pointe · Bellefontaine · 
Le Carbet · Case-Pilote · 
Le Diamant · Ducos · 
Fonds-Saint-Denis · Fort-de-France · Le François · 
Grand'Rivière · Le Gros-Morne · 
Le Lamentin · Le Lorrain · 
Macouba · Le Marigot · Le Marin · Le Morne-Rouge · Le Morne-Vert · 
Le Prêcheur · 
Rivière-Pilote · Rivière-Salée · Le Robert · 
Saint-Esprit · Saint-Joseph · Saint-Pierre · Sainte-Anne · Sainte-Luce · Sainte-Marie · Schœlcher · 
La Trinité · Les Trois-Îlets · 
Le Vauclin